# Татарський Урюш
Татарський Урю́ш (рос. Татарский Урюш, башк. Татар Үреше) — присілок у складі Караідельського району Башкортостану, Росія. Входить до складу Урюш-Бітуллінської сільської ради.
Населення — 258 осіб (2010; 269 у 2002).
Національний склад:
- татари — 86 %